# Новобогдановка (Запорожская область)
Новобогда́новка (укр. Новобогданівка) — село,
Новобогдановский сельский совет,
Мелитопольский район,
Запорожская область,
Украина.
Код КОАТУУ — 2323082001. Население по переписи 2001 года составляло 3938 человек.
Является административным центром Новобогдановского сельского совета, в который, кроме того, входят сёла
Видродження,
Першостепановка,
Привольное и
Троицкое.

## Географическое положение

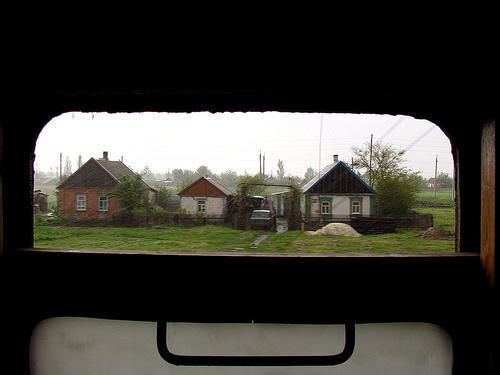
Вид на село с железной дороги

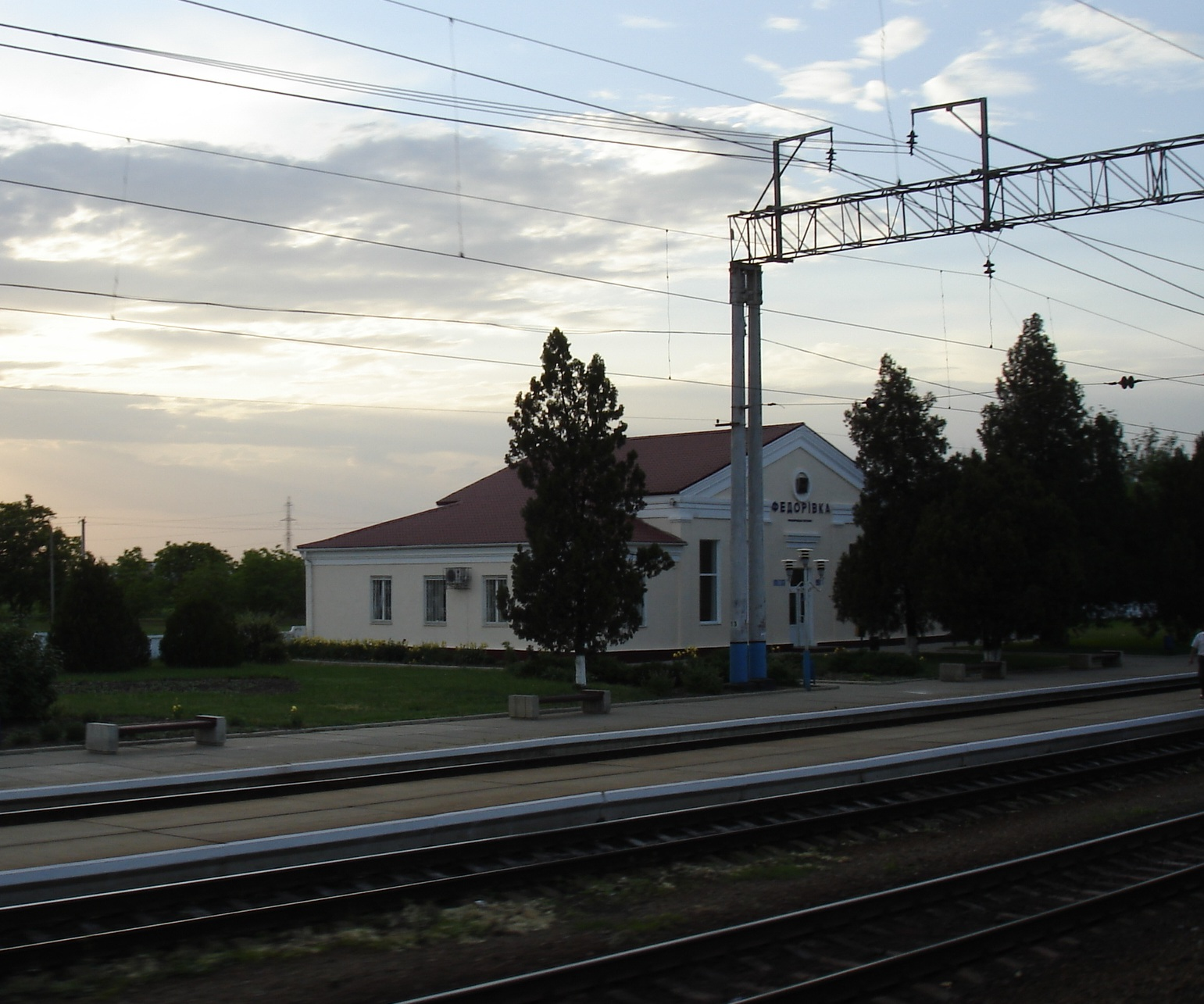
Железнодорожная станция Фёдоровка

Село Новобогдановка находится на расстоянии в 3 км от сёл Николаевка и Привольное.
Через село проходят автомобильные дороги М-18 (E 105), Т-0811,
Новобогдановка расположена в 20 км севернее города Мелитополь, где находится
железная дорога, узловая станция Фёдоровка.

## История
Село было основано в 1862 году выходцами из Полтавской и Черниговской губерний, а
также выходцами из Курской и Орловской губерний.
В 1872 году началось строительство железной дороги через Новобогдановку, и 28 июня 1874 года участок Александровск—Мелитополь вступил в эксплуатацию.
В 1906 году в Новобогдановке была построена первая церковь и освящена в праздник Рождества Пресвятой Богородицы.
В годы застоя в Новобогдановке располагалась центральная усадьба колхоза «Авангард». Колхоз владел 8324 га сельскохозяйственных угодий, в том числе 6130 га пахотной земли, и специализировался на выращивании нетелей. Подсобными предприятиями колхоза были консервный цех по переработке овощей и фруктов, вальцовая мельница, маслобойня, пилорама.
К концу 1990-х годов колхоз «Авангард» стал банкротом. В 2000 году он был преобразован в акционерное общество «Авангард – 2000». Тогда же началась распаёвка колхозной земли. В 2002 году акционерное общество «Авангард – 2000» прекратило своё существование.

## Экономика
- ГП, «Фёдоровское хлебоприёмное предприятие».
- ГП ПМС-136, "Приднепровской железной дороги".
- ГП Станция Фёдоровка, "Приднепровской железной дороги".
- ГП ЭЧК (тяговая электроподстанция), "Приднепровской железной дороги".
- ГП ДРП-24(автодорожное ремонтное предприятие).
- ГП Мелитопольская нефтебаза ОАО "Запорожнефтепродукт".
- ОАО "ЗапорожОблЭнерго", электроподстанция.
- Газораспределительная станция ООО "МелитопольГаз".

## Объекты социальной сферы
- Школа (евро-школа, показательно реконструированная в 2004 году к 01.09.2004 г. после визитов президента Кучмы и премьер-министра Януковича по событиям 2004 года).
- Детский сад.
- Клуб.
- Дом культуры.[6]
- Участковая больница[7] и поликлиника.
- Храм Рождества Божией Матери. Был построен в 1906 году. В 1930-е годы с храма были сняты купол и крест, а в его помещении устроен клуб. В 2000-е годы велась реставрация храма, и 8 октября 2012 года на храме был установлен крест[8]. Храм подчинён Запорожской и Мелитопольской епархии Украинской православной церкви Московского патриархата.[9]

## Экология
- В менее, чем 1-м км от села расположены Новобогдановские военные склады (в 2004—2006 годах были пожары со взрывами).

## Достопримечательности
- Братская могила, в которой похоронены 263 советских воина, погибших при освобождении села от гитлеровцев.[3]
- В 2009 году в селе был открыт памятник трём сапёрам, погибшим при ликвидации чрезвычайной ситуации на складе боеприпасов.[10]

- В ДК по улице Ленина на втором этаже находится музей Новобогдановки.
- На площади перед ДК на месте бывшего памятника Ленину стоит чашеобразный фонтан из пяти чаш с подсветкой .
- В стороне от площади имеется парк с двумя детскими площадками, а также изделия из прутьев ветвей деревьев и деревянных скульптур.

## Известные жители
- Л. В. Захарова — звеньевая кукурузовод, Герой Социалистического Труда[3]
- Бродецкий, Александр Михайлович (1938 г.р.) – поэт, автор сборника «Половодье души»[5]